# Parahormius zonus
Parahormius zonus är en stekelart som beskrevs av T.C. Narendran 2002. Parahormius zonus ingår i släktet Parahormius och familjen bracksteklar. Inga underarter finns listade i Catalogue of Life.